# Округ Џентри (Мисури)
Џентри (енгл. Gentry County) је округ у америчкој савезној држави Мисури.

## Демографија
По попису из 2010. године број становника је 6.738, што је 123 (-1,8%) становника мање него 2000. године.
| Група             | 2000.         | 2010.         |
| Белци             | 6.723 (98,0%) | 6.604 (98,0%) |
| Афроамериканци    | 8 (0,1%)      | 21 (0,3%)     |
| Азијати           | 12 (0,2%)     | 18 (0,3%)     |
| Хиспаноамериканци | 44 (0,6%)     | 36 (0,5%)     |
| Укупно            | 6.861         | 6.738         |